# Hynčina
Obec Hynčina (německy Heinzendorf) se nachází v okrese Šumperk v Olomouckém kraji. Žije zde 199 obyvatel.

## Název
Nejstarší známý název vesnice (1273) je doloženo ve smíšené česko-německé podobě Hudkendorf - "Hudkova ves", jeho základem bylo osobní jméno Hudek. V dalších dokladech (od 14. století) už je vždy německy Heinzendorf a česky Hynčina. České jméno vsi bylo odvozeno od osobního jména Hynek či Hyncě, domáckých podob německého jména Heinrich. To platí i o německém místním jménu: Heinz byla domácká podoba jména Heinrich. Od poloviny 18. století do roku 1950 byl připojován přívlastek Dolní na rozlišení od (Horní) Hynčiny u Svitav.

## Historie
První písemná zmínka o obci pochází z roku 1273.

## Pamětihodnosti
V katastru obce jsou evidovány tyto kulturní památky:
- Kostel svatého Stanislava – jednolodní stavba z roku 1722 se starším jádrem
- Boží muka (u silnice na Maletín) – barokní sloupková boží muka, datovaná do roku 1703
- Sousoší Nejsvětější Trojice (v zahradě domu čp. 45) – kvalitní kamenická práce z roku 1900
- Sousoší svatého Jana Nepomuckého (v zahradě polesí Hynčina) – kamenická práce z roku 1871
- Socha Immaculaty – památkou od roku 2003[8]

## Galerie

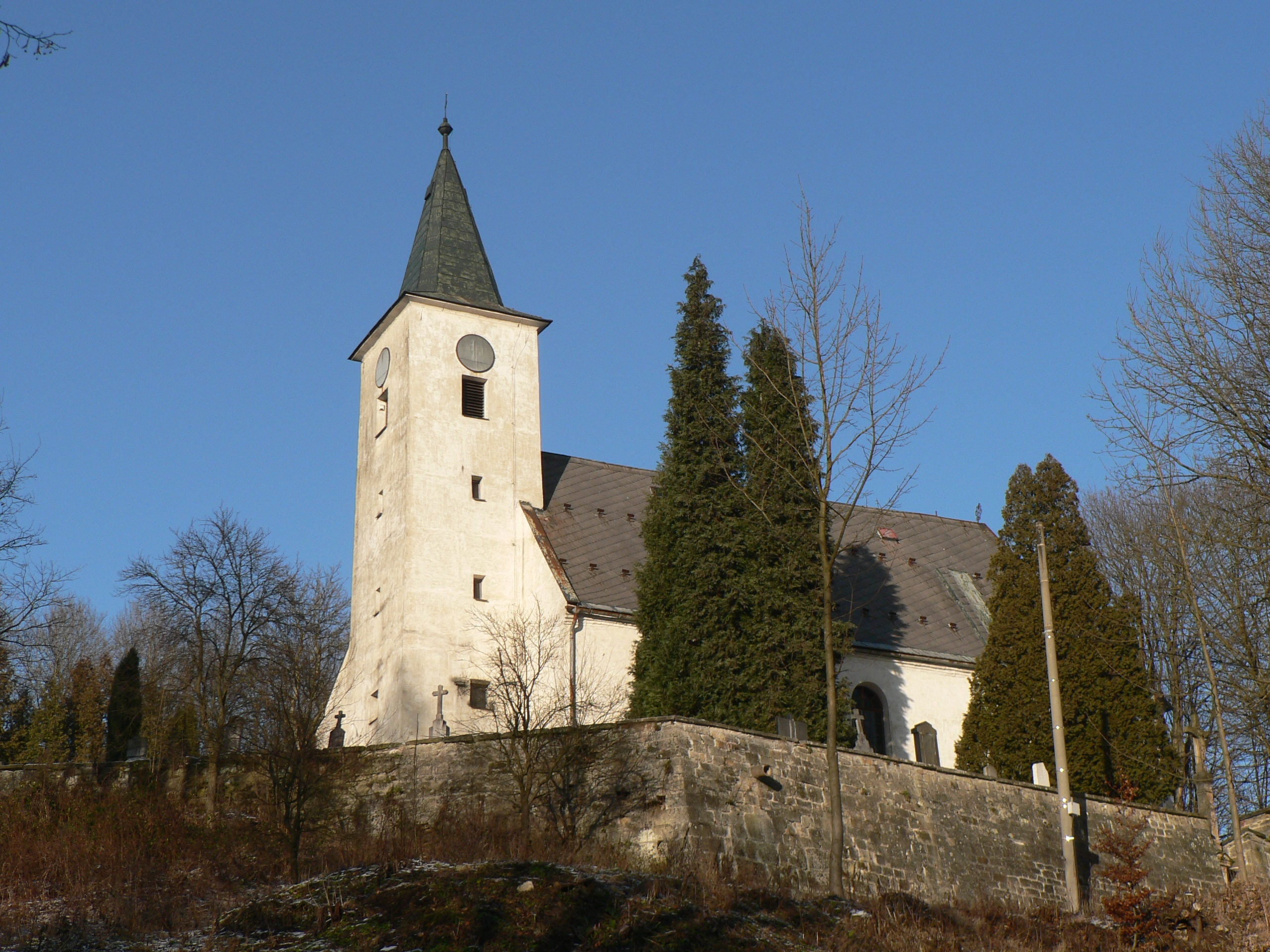
Kostel svatého Stanislava
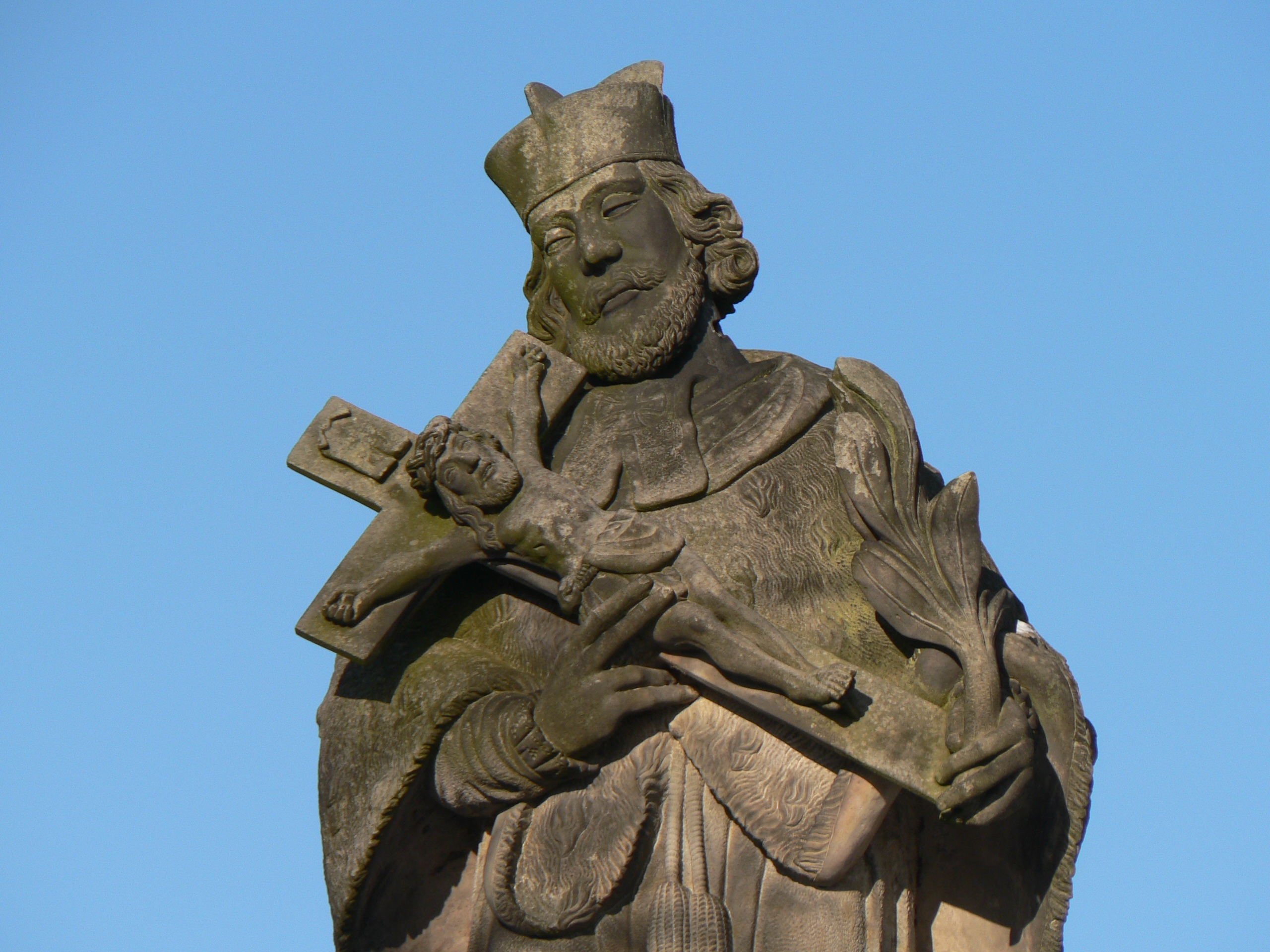
Detail sousoší sv. Jana Nepomuckého

## Části obce
- Hynčina
- Dlouhá Ves
- Křižanov